# Chares von Lindos
Chares von Lindos (altgriechisch Χάρης (Genetiv: Χάρητος) ὁ Λίνδιος) war ein griechischer Bildhauer und Erzgießer aus Lindos auf Rhodos. Er lebte im späten 4. und frühen 3. Jahrhundert v. Chr.
Er war ein Schüler des Bildhauers Lysippos. Er errichtete 304–292 v. Chr. den Koloss von Rhodos, die über 30 m hohe Statue des Helios, die man zu den sieben Weltwundern rechnete. Außer diesem monumentalen Werk ist von weiteren Arbeiten des Chares nur ein kolossaler Bronzekopf bekannt, der, nach Rom gebracht, von Publius Cornelius Lentulus Sphinther während seines Konsulats 57 v. Chr. auf dem Kapitol geweiht wurde.
Laut dem Bericht eines griechischen Philosophen des 2. Jahrhunderts n. Chr., Sextus Empiricus, soll Chares die Fertigstellung des Kolosses von Rhodos nicht mehr erlebt haben: Nachdem er den Rhodiern auf ihre Frage hin den Preis für die Erbauung der Statue mitgeteilt hatte, hätten sie ihn weiterhin gefragt, wie viel ein Standbild von doppelter Höhe koste. Chares habe dafür den doppelten Preis verlangt, und beide Parteien wären sich handelseinig geworden. Da diese Bezahlung aber nicht hinreichte, habe Chares Suizid begangen. Nun erst hätten die Handwerker bemerkt, dass nicht allein der Höhen-, sondern der gesamte Volumenzuwachs der Statue hätte berücksichtigt werden müssen, also der achtfache Preis erforderlich gewesen wäre. Der Bildhauer und Erzgießer Laches aus Lindos (Λάχης ὁ Λίνδιος) soll den Koloss vollendet haben. Auf einer ovalen, münz-/medaillenartigen Darstellung aus einem Buch von 1878 sieht man den Koloss über der Hafeneinfahrt, umlaufen von dem griechischen Text: ▪ΧΑΡΗΣ▪ΚΑΙ▪ΛΑΧΗΣ▪ΕΠΟΙΗΣΑΝ▪ ΡΟΔΙΟΝ - Chares und Laches schufen [ihn] - Rhodos.